# Mątewka

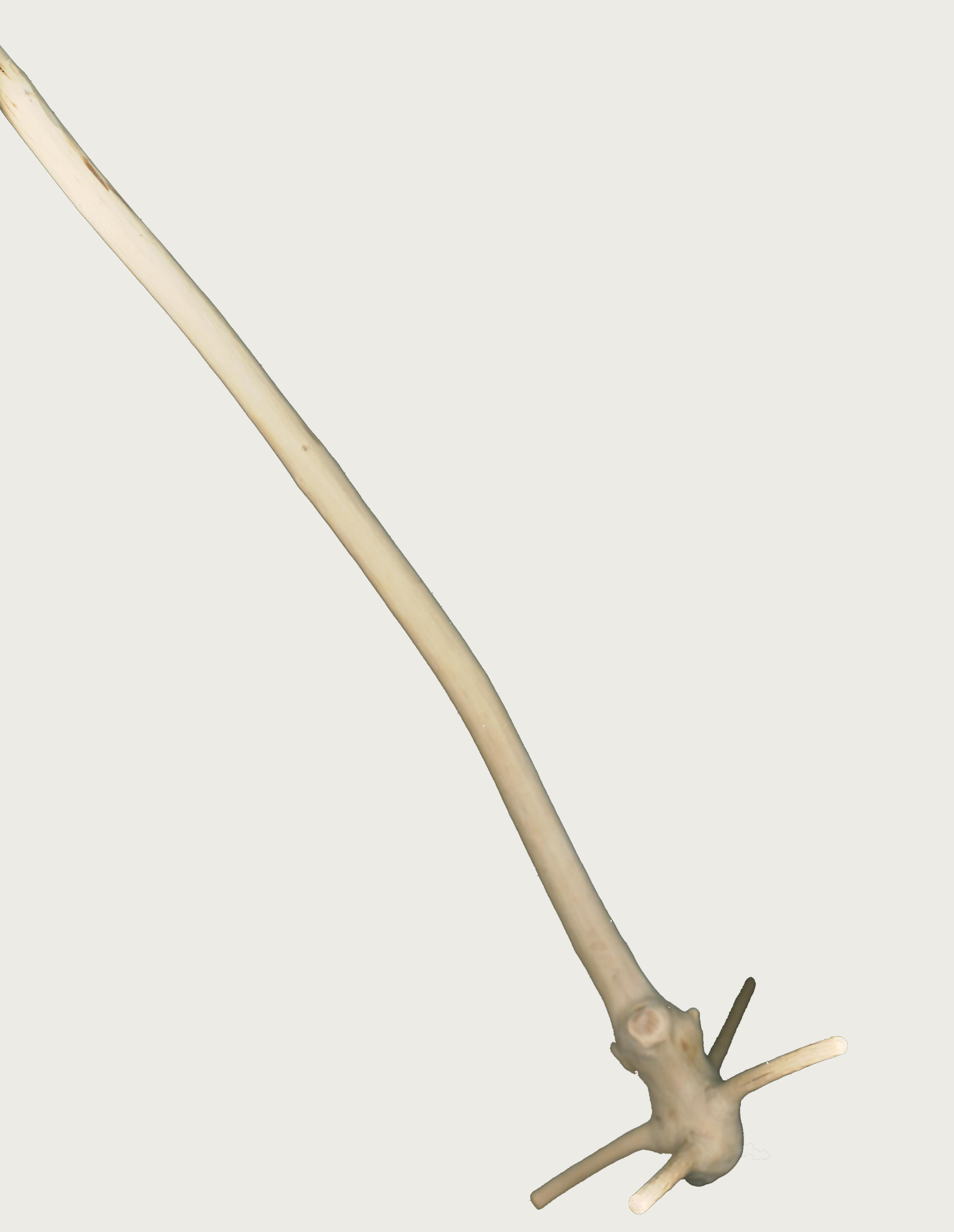
Mątewka

Mątewka – przyrząd kuchenny, przeważnie wykonany z drewna. Wykorzystywany jest najczęściej do mieszania składników surowego ciasta, przy zagęszczaniu sosu mąką lub śmietaną i do podobnych czynności. Mątewka znana jest na całym świecie.
W Polsce, w zależności od regionu, znana jest też pod nazwami: rogalka, kłótewka, mątwica, kołotuszka, kwirlejka, koziołek, firlatek, krążyk, fryga. Przytoczone słowa są jedynie przykładami różnego nazewnictwa i nie wyczerpują wszystkich wariantów i określeń.
W Polsce mątewka najczęściej była wykonywana z części wierzchołkowych drzew iglastych, wykorzystywano przy tym naturalne formy drzewa rozwidlającego się w okółkach. Rzadziej korzystano z gatunków liściastych, np. jawora lub buka. Przy wyrobie mątewki z egzemplarzy żyjących obcinanie wierzchołka wpływało negatywnie na wzrost i stan zdrowotny drzewa.
Obsługa przyrządu polega na umieszczeniu go między otwartymi dłońmi i energicznym przesuwaniu dłoni w przeciwnych kierunkach. Powoduje to bardzo dynamiczny ruch okrężny zakończenia przyrządu.